# Fougères-sur-Bièvre
Fougères-sur-Bièvre is een plaats en voormalige gemeente in het Franse departement Loir-et-Cher in de regio Centre-Val de Loire en maakt deel uit van het arrondissement Romorantin-Lanthenay. De plaats telde 788 inwoners op 1 januari 2018.

## Geschiedenis
Fougères-sur-Bièvre is op 1 januari 2019 gefuseerd met de gemeenten Contres, Feings, Ouchamps en Thenay tot de gemeente Le Controis-en-Sologne. 

## Geografie
De oppervlakte van Fougères-sur-Bièvre bedraagt 14,69 vierkante kilometer; Op 1 januari 2018 was de bevolkingsdichtheid 53,6 inwoners per km².
De onderstaande kaart toont de ligging van Fougères-sur-Bièvre met de belangrijkste infrastructuur en aangrenzende gemeenten.

## Demografie
Onderstaande figuur toont het verloop van het inwonertal.

## Bezienswaardigheden
- Kasteel van Fougères-sur-Bièvre.

Contres · Feings · Fougères-sur-Bièvre · Ouchamps · Thenay